# أتيكو أبو بكر
أتيكو أبو بكر (مواليد 25 نوفمبر 1946) هو سياسي ورجل أعمال نيجيري، شغل منصب نائب رئيس نيجريا في الفترة من 1999 حتى 2007.